# Don't Mess with Mister T.
Don't Mess With Mister T. es un álbum de estudio del saxofonista Stanley Turrentine. Producido por Creed Taylor, con arreglos de Bob James, fue grabado en los Van Gelder Studios en junio de 1973.
Este fue el últimode los cinco álbumes que Turrentine grabó para la CTI Records, el sellos discográfico de Creed Taylor.

## Recepción y críticas
Para Jack Massarik de la revista musical 'Jazzwise', Dont Mess With Mister T. es «Un álbum realmente enérgico que todavía suena extremadamente conmovedor.» en el que se muestra a Stanley Turrentine ("Mister T") en su mejor forma, con un sonido maravillosamente cálido y bluesero. Se reconoce el talento de Bob James como pianista, el excelente trabajo de guitarra de Eric Gale, la sólida batería de Idris y el órgano conmovedor de Johnny Hammond.

## Lista de temas
1. "Don't Mess With Mister T." (Marvin Gaye) – 9:51
2. "Two for T." (Turrentine) – 7:06
3. "Too Blue" (Turrentine) – 7:21
4. "I Could Never Repay Your Love" (Bruce Hawes) – 8:22

Temas extra en la edición en CD
1. "Pieces of Dreams" (Alan Bergman, Marilyn Bergman, Michel Legrand) - 7:28
2. "Don't Mess With Mister T." [Toma alternativa] - 7:10
3. "Mississippi City Strut" - 8:40
4. "Harlem Dawn"	- 7:50

## Músicos
- Stanley Turrentine - saxo tenor
- Bob James - piano, piano eléctrico, arreglos, director
- Harold Mabern - piano eléctrico
- Richard Tee - órgano
- Idris Muhammad - batería
- Rubens Bassini - percusión
- Ron Carter - bajo
- Eric Gale - guitarra eléctrica
- Randy Brecker - trompeta
- John Frosk - fliscorno
- Alan Raph - trombón bajo
- Pepper Adams - saxo barítono
- Jerry Dodgion - saxo alto
- Joe Farrell - saxo tenor
- Harry Cykman, Harry Glickman, Emanuel Green, Harold Kohon, Guy Lumia, David Nadien, John Pintaualle, Irving Spice - violines
- Harold Coletta, Emanuel Vardi - viola
- Seymour Barab, George Ricci - violonchelo